# دير فاتوبيدي

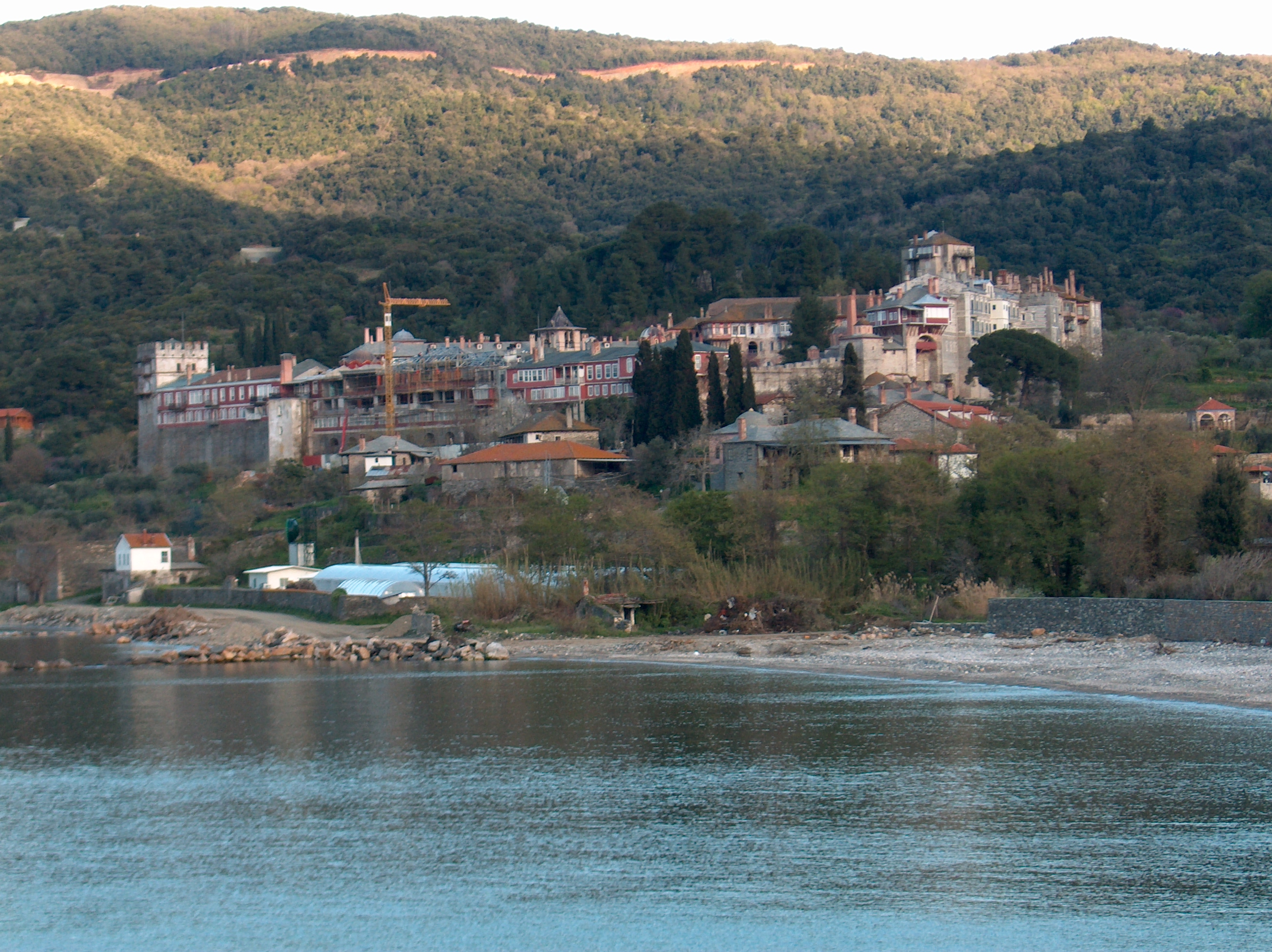
منظر عام

دير فاتوبيدي الكبير والمقدس على جبل آثوس تم بناءه في القرن 10 على يد ثلاثة رهبان هم أثناسيوس نيكولاس وأنطونيوس من مدينة أدريانوبل (تعرف اليوم بأدرنة في تركيا). يقطن الدير 100 راهب وهو مفتوح لزيارة العامة.

## كنوز الدير
في فاتوبيدي مايعتقد أنه حزام مريم العذراء لبسته واعطته للرسول توما بعد موتها ورفعها للسماء (بحسب التقليد المسيحي).

## معجزات الايقونات المقدسة
يوجد في فاتوبيدي ايقونات يعتقد بأنها تعمل معجزات اشهرها ايقونة باناجيا أي ملكة الجميع.